# Komunikacja miejska w Trzebnicy
Komunikacja miejska w Trzebnicy funkcjonuje od 4 listopada 2010 r.
Autobusy kursują w dni robocze między godzinami 6:00 a 16:00 (w przybliżeniu), łącząc kilkanaście przystanków m.in. z dworcem na linii Trzebnica - Wrocław Kolei Dolnośląskich, reaktywowanej we wrześniu 2009 r. 
Linie komunikacji miejskiej:
A -Nowy Dwór (pętla) - Szpital - Rynek - Dworzec kolejowy
B - Szczytkowice - Księgnice - Trzebnica - Jaszyce
Przejazd kosztuje 1 zł, nie stosuje się biletów ulgowych.
Licząca ok. 12 000 mieszkańców Trzebnica jest najmniejszym miastem na Dolnym Śląsku, posiadającym własną komunikację miejską.